# Yui Aragaki
Yui Aragaki (新垣結衣?, Aragaki Yui; Naha, 11 giugno 1988) è un'attrice, modella, cantante, doppiatrice e idol giapponese.
È considerata una delle attrici più promettenti del Giappone. In veste di cantante ha inciso due album e quattro singoli.

## Carriera
Yui Aragaki intraprese una carriera come modella sin da piccola. Nel 2001 vinse il concorso della rivista per teenager nicola e divenne una nicomo, ottenendo per quindici volte la copertina della rivista e raggiungendo così la notorietà.
Nel 2004 iniziò ad apparire in vari programmi televisivi e spot pubblicitari, quindi nel 2005 debuttò in veste di attrice, interpretando un ruolo nella serie televisiva Sh15uya. Nel 2006 doppiò l'anime Chō gekijōban Keroro gunsō e interpretò un ruolo principale nella serie televisiva My Boss, My Hero.
L'anno successivo la Aragaki debuttò nel cinema, con il film Tokyo Serendipity e divenne testimonial per molti marche. Sempre nel 2007, la Aragaki vinse il premio come miglior nuovo talento ai Nikkan Sports Film Awards, per la sua interpretazione in Sky of Love, mentre nel 2008 si aggiudicò i premi quale miglior nuovo talento ai Blue Ribbon Awards, per le interpretazioni in Waruboro, Tokyo Serendipity e Koi suru madori, e al Yokohama Film Festival, per Koi suru madori e Sky of Love.
Tra il 2006 e il 2007 la Aragaki affiancò a quelle di attrice e modella una carriera di cantante, debuttando con le canzoni Memories, presente nella colonna sonora del film Koi suru madori, e Heavenly Days, per Sky of Love. Nel dicembre 2007 uscì il suo primo album, intitolato Sora, che raggiunse la terza posizione delle classifiche musicali giapponesi. Nel luglio 2008 uscì il suo primo singolo, Make my day, che si posizionò subito al primo posto delle classifiche e vendette più di 70 000 copie. Il 17 giugno 2009 è uscito il suo secondo album, intitolato Hug., mentre il 22 settembre 2010 è uscito il terzo, Niji
Inoltre ha partecipato nel ruolo di Kawahara Kome nel drama "papa to musume no nanokakan" andato in onda in Giappone il 1º di Luglio.
Una delle sue ultime interpretazioni di successo è stata nelle due stagioni del dorama Code Blue, a fianco di Tomohisa Yamashita e Erika Toda.

## Filmografia

### Televisione
- Sh15uya (Shibuya Fifutīn) (2005)
- Heisei kyoiku yobiko 2005 (2005)
- Rakka onna (2005)
- Dragon Zakura (Doragon-zakura) (2 episodi) (2005)
- Galcir (2006)
- My Boss, My Hero (10 episodi) (2006)
- Papa to musume no nanokakan - Kawahara Koume (TBS, 2007)
- Code Blue (Kōdo burū) (Fuji TV, 2008)
- Smile (serie televisiva) (2009)
- Papa to musume no nanokakan (2011)
- Ranma ½, regia di Ryo Nishimura – film TV (2011)
- Mou Yuukai Nante Shinai (Fuji TV, 2012)
- Legal High (Fuji TV, 2012)
- Legal High SP (Fuji TV, 2013)
- Soratobu Kouhoushitsu (TBS, 2013)
- Legal High Season 2 (Fuji TV, 2013)
- S - Saigo no Keikan (TBS, 2014)
- Okitegami Kyōko no Bibōroku (NTV, 2015)
- Nigeru wa haji da ga yaku ni tatsu (TBS,2016)
- Code Blue 3(Kōdo burū) (Fuji TV, 2017)

### Cinema
- Tokyo Serendipity (Koi suru madori) di Akiko Ōku (2007)
- Waruboro di Yasushi Sumida (2007)
- Koizora di Natsuki Imai (2007)
- Cheer Cheer Cheer! (Fure Fure Shojo) di Kensaku Watanabe (2008)
- Ballad: Na mo naki koi no uta di Takashi Yamazaki (2009)
- Hanamizuki di Nobuhiro Doi (2010)
- The Wings of the Kirin di Kaori Nakahara (2012)
- Twilight: Saya in Sasara di Saya (2014)
- Kuchibiru ni uta o di Yuri Kashiwagi (2015)
- S The Last Policeman - Recovery of Our Future (2015)

### Doppiaggio
- Chō gekijōban Keroro gunsō (2006)
- Keroro (Keroro gunsō) (2006)
- Digimon Savers (2006)
- Crayon Shin-chan (Kureyon Shinchan) (2008)
- I colori dell'anima (Kimi no Iro) (2024)

## Discografia

### Album
- Sora (2007)
- Hug (2009)
- Niji (2010)

### Singoli
- Make my day (2008)
- Akai Ito (2008)
- Piece (2009)
- Utsushi e (2009)